# Frederick Sanger
Frederick Sanger, angleški biokemik in akademik, nobelovec, * 13. avgust 1918, Gloucestershire, Anglija, † 19. november 2013, Cambridge.
Kot četrti človek v zgodovini je prejel dve Nobelovi nagradi in kot prvi je prejel dve Nobelovi nagradi za kemijo (1958, 1980). Prvo je dobil za serijo poskusov iz leta 1951, s katero je razvozlal zaporedje aminokislin insulina. S tem je kot prvi dokazal, da imajo beljakovine natančno določeno kemijsko zgradbo. Njegov drugi večji prispevek molekularni biologiji, za katerega je prejel drugo Nobelovo nagrado, je bil razvoj metode za hitro in zanesljivo sekveniranje dolgih zaporedij DNK. Sekveniranje je bilo do tedaj izjemno zahteven analitski postopek, izvedljiv samo za kratka zaporedja, s svojo metodo pa je Sanger s sodelavci uspešno razvozlal celotno zaporedje človeške mitohondrijske DNK (16.569 baznih parov). 
Metoda je bila kasneje uporabljena tudi za določitev zaporedja celotnega človeškega genoma in številne druge podvige; po analizi iz leta 2014 je bil članek, v katerem so jo opisali, četrti največkrat citiran znanstveni članek v zgodovini.